# 502-й тяжёлый танковый батальон
502-й тяжёлый танковый батальон (нем. Schwere Panzer-Abteilung 502) — первое строевое подразделение вермахта, времён Второй мировой войны, получившее на вооружение новейшие (в то время) тяжёлые танки «Тигр I». Батальон был сформирован 25 мая 1942 года. Последний танк батальона был подбит 27 апреля 1945 года. Второй ротой батальона командовал Отто Кариус — немецкий танкист-ас времён Второй мировой войны, уничтоживший более 150 танков и САУ противника — один из самых высоких результатов Второй мировой войны наряду с другими немецкими мастерами танкового боя — Михаэлем Виттманом и Куртом Книспелем.

## Оснащение

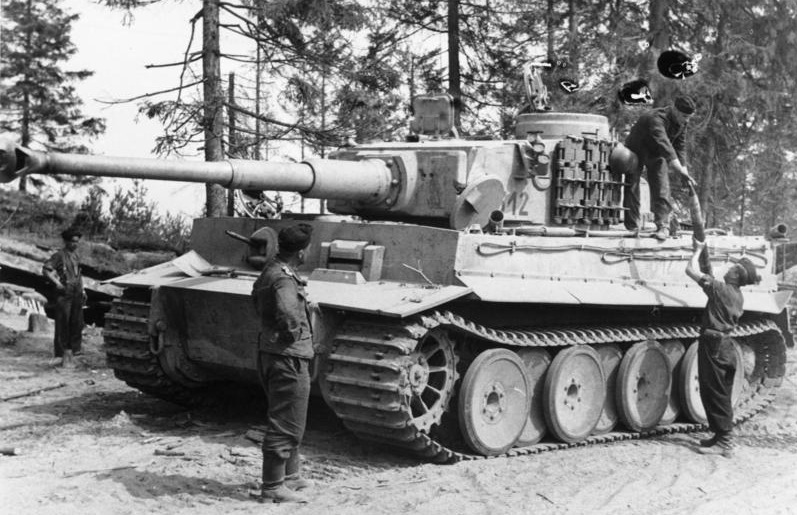
Танк батальона

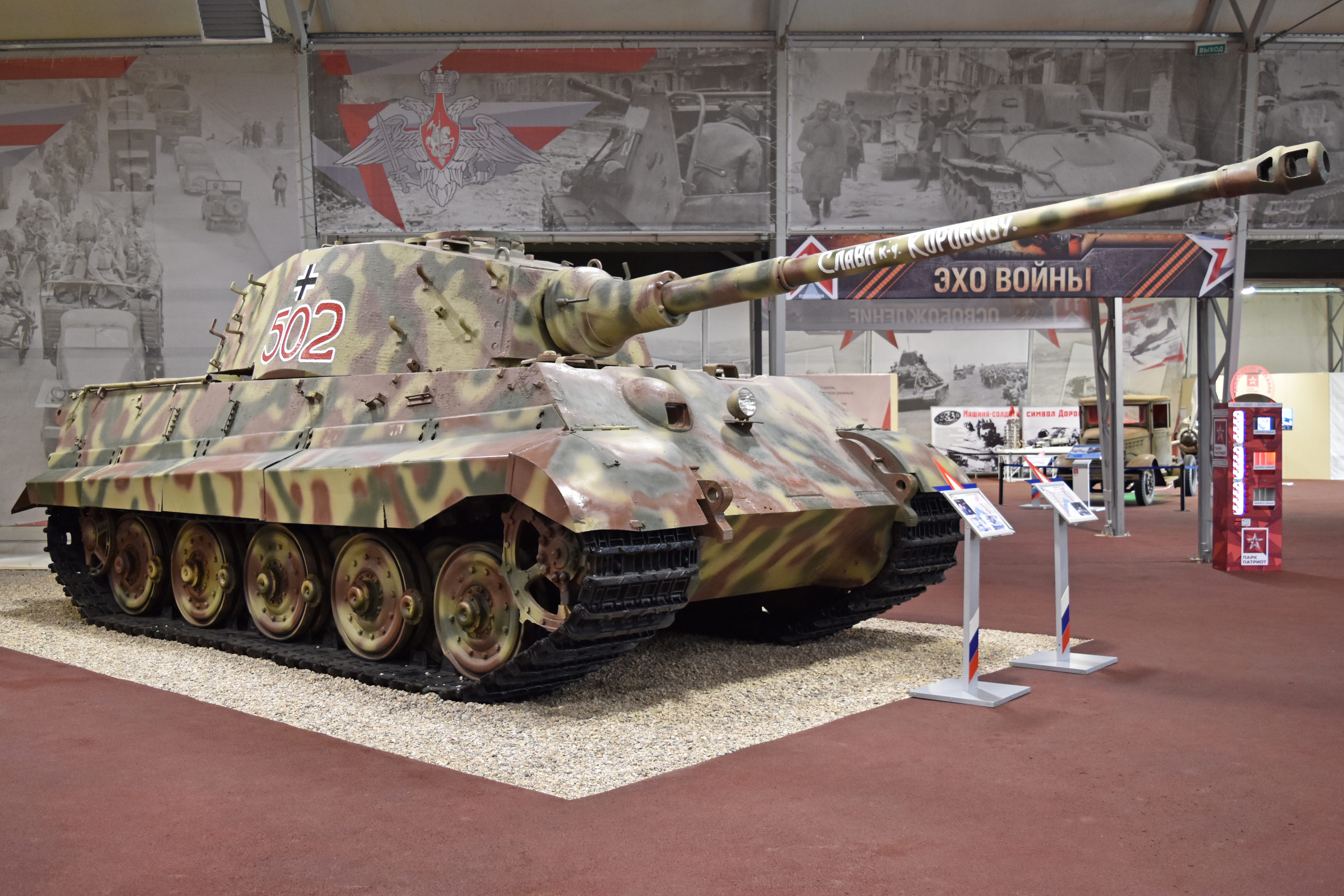

502-й тяжёлый танковый батальон был первым подразделением, получившим в августе 1942 года новые машины «Тигр I». Первоначально танками этого типа была снаряжена только 1-я рота. Причём первые танки «Тигр I» поставлялись без защиты гусеничной ленты от грязи и в таком состоянии участвовали в первых боевых действиях. Батальон также получил 9 PzKpfw III Ausf. N и 9 PzKpfw III Ausf. L.
Эмблемой батальона был мамонт.
В декабре 1942 года «тигры» получила и 2-я рота батальона. Наряду с «тиграми» в её состав вошли 9 PzKpfw III Ausf. N. На лобовых листах корпуса первых «тигров» были закреплены гусеничные траки, на бортах башен их не было.
В 1943 и 1944 годах подразделение регулярно пополнялось «тиграми» и было одним из немногих батальонов, которые не нуждались в полном восстановлении. «Тигры I» применялись батальоном до конца апреля 1945 года.
Весной 1944 года 1-я и 2-я роты получили во Франции танки, оборудованные фильтрационной системой Фейфеля. Борта башен этих танков были прикрыты гусеничными траками, кроме того, большинство танков имели подобную защиту на каждом борту корпуса. Циммеритовое покрытие на тот момент отсутствовало — его нанесли позже, на Восточном фронте.
За время существования батальона через него прошли почти все модификации «Тигра».
В феврале 1945 года 1-я рота была перевооружена 10-ю истребителями танков Хетцер.
В марте 1945 года 3-я рота получила на заводе Henschel-Werke в Касселе 8 танков «Тигр II».

## Организация батальона
В 1942 году батальон состоял из двух рот:
- 1-я рота из двух танковых взводов, каждый из которых имел на вооружении два «Тигр I» и три PzKpfw III Ausf. L. Штабное отделение роты включало два «Тигр I» и один PzKpfw III Ausf. N. Оставшиеся PzKpfw III Ausf. N сформировали лёгкий взвод. «Тигры» имели номера 111, 112, 121, 122, а PzKpfw III Ausf. L — 113, 114, 115, 123, 124, 125, 133, 134 и 135. В штабе роты «тигры» носили номера 100 и 101, a PzKpfw III — 102. Когда в сентябре-октябре 1942 года прибыло ещё три «тигра», был полностью укомплектован 3-й взвод.
- 2-я рота из четырёх танковых взводов. В двух взводах было по четыре «тигра», а в двух других — по четыре PzKpfw III. Также по одному танку каждого типа было в штабе роты. «Тигры» имели номера 211, 212, 213, 214, 221, 222, 223 и 224, а Pz. III — 215, 216, 217(? согласно опубликованному интервью с Отто Кариусом его «тигр» носил бортовой тактический номер 217), 218, 225, 226, 227 и 228. Танки штаба носили номера 200 и 201. После зимы 1943/44, батальон был значительно пополнен боевой техникой, танки  PzKpfw III были уже сняты с производства и заменены в каждом взводе внештатными «тиграми». В результате у Тигров появились более высокие номера «115, 205, 217(видимо, он и стал танком Отто Кариуса вместо предыдущего, подбитого ИСУ 152 в бою 20 апреля 1944г. После ранения Отто Кариуса командиром этого танка стал фельдфебель Кестлер) [1], 308, 318» и т.д.).
- Командование
  - Майор Мэркер (Август - Ноябрь 1942)
  - Капитан Волльшлэгер (Ноябрь 1942 - Февраль 1943)
  - Майор Рихтер (Февраль - Июль 1943)
  - Капитан Шмидт (Июль - Август 1943)
  - Капитан Ланге (Август - Октябрь 1943)
  - Майор Вилли Йэде (Октябрь 1943 - Март 1944)
  - Майор Швангер (Апрель -  Август 1944)
  - Капитан фон Фёрстер (Август 1944 - Апрель 1945)

## Боевой путь
В конце августа 1-ю танковую роту из состава батальона отправили в район станции Мга под Ленинградом для испытаний в боевых условиях тяжёлых танков «Тигр I». Танк с тактическим номером 100 этой роты был захвачен советскими войсками весной 1943 года в районе рабочего посёлка № 5 (попал сначала в Кубинку, потом на выставку трофейной техники в парке Горького, а в 1947 году пущен на слом).
2-я рота была направлена в группу армий «Дон» для усиления деблокирующего удара Манштейна, целью которого было освобождение 6-й армии из окружения под Сталинградом. Однако танки прибыли к месту назначения лишь 7 января 1943 года, когда деблокирующий удар уже окончился неудачей.
Весной была сформирована 3-я рота, а также усилена 2-я. На лето батальон отправили на отдых, а осенью он снова вернулся на фронт. Однако, в августе 1943 года. танки PzKfw. VI «Тигр» из состава  батальона были задействованы в боях неподалёку от Мги.  Это подразделение довольно успешно использовалось немцами как «пожарная команда» на наиболее напряжённых участках Мгинского выступа.
Летом 1944 года батальон воевал на территории нынешней Псковской области (оборона линии "Пантера", в том числе знаменитый бой за "Еврейский нос" - деревню Погостище, Юдино и Юдинскую гряду), в Латвии и участвовал в обороне Риги. После того как советские войска вышли к Балтийскому морю, батальон был разделён на 2 части: 1-я и 2-я роты оборонялись в районе Клайпеды, а 3-я — дралась в окружении в Курляндском котле.
В ноябре последние танки батальона были переданы в 501-й тяжёлый танковый батальон, а личный состав был эвакуирован по морю.
Затем 502-й батальон был переименован в 511-й тяжёлый танковый батальон и отправлен под Кёнигсбергом в район Пиллау. В феврале 1945 года танки оставались лишь во 2-й роте батальона. Последний танк батальона был подбит 27 апреля 1945 года.

## Награждённые Рыцарским крестом Железного креста

### Рыцарский Крест Железного креста (8)
- Вилли Йэде, 16.03.1944 - майор, командир 502-го тяжёлого танкового батальона
- Йоханнес Бёльтер, 16.04.1944 - лейтенант, командир взвода 1-й роты 502-го тяжёлого танкового батальона
- Отто Кариус, 04.05.1944 - лейтенант резерва, командир взвода 2-й роты 502-го тяжёлого танкового батальона
- Хайнц Крамер, 06.10.1944 - унтер-офицер, наводчик 2-й роты 502-го тяжёлого танкового батальона
- Альберт Кершер, 23.10.1944 - фельдфебель, командир танка 2-й роты 502-го тяжёлого танкового батальона
- Иоганн Мюллер, 23.10.1944 - фельдфебель, командир танка 3-й роты 502-го тяжёлого танкового батальона
- Альфредо Карпането, 28.03.1945 - унтер-офицер, командир танка 2-й роты 502-го тяжёлого танкового батальона
- Адольф Ринке, 17.04.1945 - обер-лейтенант резерва, командир 2-й роты 502-го тяжёлого танкового батальона

### Рыцарский Крест Железного креста с Дубовыми листьями (2)
- Отто Кариус (№ 535), 27.07.1944 - лейтенант резерва, командир 2-й роты 502-го тяжёлого танкового батальона
- Йоханнес Бёльтер (№ 581), 10.09.1944 - лейтенант, командир 1-й роты 502-го тяжёлого танкового батальона